# Virgen de la Peña
La Virgen de la Peña es una advocación mariana del cristianismo que representa a la Virgen María. Numerosas ciudades han tomado a esta advocación como su patrona, y muchas iglesias y templos están consagrados a su nombre.

## Versiones
- Virgen de la Peña (Canara)  Murcia, España
- Virgen de la Peña de Francia, Peña de Francia, El Cabaco (Salamanca).
- Virgen de la Peña de Puebla de Guzmán
- Virgen de la Peña Sacra
- Virgen de la Peña (aparición 903), en Aniés (España)
- Virgen de la Peña o Virgen de la Peña de Yariguarenda, en Tartagal (Argentina)
- Nossa Senhora da Penha, aparecida a Baltazar de Abreu Cardoso, en Río de Janeiro (Brasil)
- Virgen de la Peña de Añora (Córdoba)
- Virgen de la Peña de Ibrillos (Burgos)
- Virgen de la Peña de Graus (Huesca)
- Virgen del Rosario de la Peña, aparecida en Pungalá, provincia de Chimborazo (Ecuador) Fiesta: 7 de octubre
- Virgen de la Peña (Fuerteventura), patrona de esta isla canaria.
- Virgen de la Peña aparecida en 1586 en Mijas, pueblo del cual es patrona.
- Virgen de la Peña (Sepúlveda) Patrona de la Villa de Sepúlveda y de su Comunidad de Villa y Tierra.
- Virgen de la Peña, patrona de la ciudad de Bogotá (Colombia),
- Virgen de la Peña. Patrona de Villa y tierra de Tordesillas (Valladolid).
- Virgen de la Peña, de Calatayud (Zaragoza)
- Virgen de la Peña ( Patrona de Brihuega)
- Virgen de la Peña ,  compatrona de Fustiñana (Navarra)

## Ermitas
- Emita de la Virgen de la Peña (Aniés)
- Ermita de la Virgen de la Peña (El Hierro)
- Ermita de la Virgen de la Peña (Mijas)
- Ermita de la Virgen de la Peña (Salvatierra de Esca)

## Patronazgo

### Geografía
- Comunidad de Villa y Tierra de Sepúlveda (Segovia)  España
- Alfajarín (Zaragoza)  España
- Añora (Córdoba)  España
- Brihuega (Guadalajara)  España
- Calatayud (Zaragoza)  España
- Canara, Cehegín (Murcia)  España
- Mijas (Málaga)  España
- Sepúlveda (Segovia)  España
- Tordesillas (Valladolid)  España
- San Pedro Manrique, en Soria  España
- Fuerteventura  España
- Puebla de Guzmán, en Huelva  España
- Fustiñana, en Comunidad Foral de Navarra  España
- Perales del Puerto, en Cáceres  España
- Salvatierra de Esca en Aragón España
- Luzón, en Guadalajara  España
- Isla de Fuerteventura (Canarias España), es la patrona.
- Graus, en Huesca  España
- Ciudad Rodrigo en Salamanca  España
- Tosantos en Burgos  España

## Imágenes
- "Nuestra Señora de la Peña de Francia", escultura, siglo XVII, autor anónimo, escuela genovesa. Ubicación: Iglesia de Nuestra Señora de la Peña de Francia (Tenerife, Canarias, España).
- Imagen de alabastro de la Virgen de la Peña, patrona de la isla de Fuerteventura.

- Nadie recuerda hoy nada sobre el origen de esta Virgen en Añora y el legado histórico documental no nos revela tampoco nada valioso. Los más entendidos dicen que la pequeña talla de madera de unos 18 centímetros de altura que representa a la Virgen de la Peña, patrona de Añora, es de origen románico y procede de aquellas imágenes que los legendarios soldados de la reconquista traían como adorno de sus caballos. Probablemente uno de ellos la abandonó en un árbol y allí fue donde se le apareció al pastor de turno, dando lugar a la tan idílica como acartonada escena.
- Nuestra señora de la Peña Mijas, imagen anónima aparecida a unos pastorcillos en el siglo XVI, con la virgen apareció un manuscrito que relataba que esta imagen era propiedad de unos marqueses que se hallaban en Mijas y que había sido adquirida y bendecida en Zaragoza en el siglo XII. Su festividad se celebra el día 8 de septiembre, natividad de la virgen, aunque el día de su encuentro fue el 2 de junio de 1586.